# 西山福太郎
西山 福太郎（にしやま ふくたろう、1889年（明治22年）7月17日 - 1961年（昭和36年）10月6日）は、大日本帝国陸軍軍人。最終階級は陸軍中将。功三級

## 経歴
1889年（明治22年）東京府の出身。福太郎は父・西山豊八の九男として生まれ、十男・弥太郎は後に川崎製鉄会長を務めた。陸軍士官学校第24期、陸軍大学校第37期卒業。1936年（昭和11年）8月1日に陸軍歩兵大佐進級と同時に留守第1師団参謀に着任。1937年（昭和12年）9月1日に第101師団参謀長（上海派遣軍）に就任し中国大陸に出動。クリークでの戦闘で苦戦した。1938年（昭和13年）3月には歩兵第12連隊長に転じた。
1939年（昭和14年）3月9日に陸軍少将進級と同時に歩兵第107旅団長（第21軍・第104師団）に着任し、広東攻略戦に参加。1940年（昭和15年）12月2日に東部軍司令部附となり、1941年（昭和16年）8月に東部軍兵務部長に着任。1943年（昭和18年）2月20日にパレンバン防衛司令官（南方軍）となり、南方方面に出征。同年6月10日に陸軍中将に進級し、1944年（昭和19年）7月1日に第23師団長に親補され、フィリピン防衛に当たる。リンガエン湾長に上陸したアメリカ軍と激戦を繰り広げるが、食料・弾薬が底をついたことからボコド陣地に撤退し、同地で終戦を迎えた。
1947年（昭和22年）11月28日、公職追放仮指定を受けた。

## 栄典
勲章
- 1940年（昭和16年）
  - 1月15日 - 勲二等瑞宝章[5]
  - 8月15日 - 紀元二千六百年祝典記念章[6]